# 2009–2010-es magyar női labdarúgókupa
A magyar női labdarúgókupában 2009–2010-ben nyolc csapat küzdött a kupa elnyeréséért. A győzelmet az MTK Hungária FC szerezte meg. A címvédő a Viktória FC csapata volt.

## Negyeddöntők
| 2009. november 11. 14:00 |

| Landorhegyi LSC | 0–13              | Győri Dózsa SE                                                                                               |
| --------------- | ----------------- | --- |
|                 | (0–8) Jegyzőkönyv | Soproni 2' Jakab R. 10' 26' 33' Tóközi 31' 56' Szórádi 40' Beke 43' 45' Jakab P. 55' 69' Csuti 58' Szücs 74' |

| Zalaegerszegi Városi Stadion, Zalaegerszeg Játékvezető: Kiss Norbert |

| 2009. november 18. 14:00 |

| Győri Dózsa SE                                                           | 8–0               | Landorhegyi LSC |
| ------------------------------------------------------------------------ | ----------------- | --------------- |
| Jakab P. 15' Jakab R. 46' Finta 49' 61' 78' Csuti 59' Beke 85' Siska 89' | (1–0) Jegyzőkönyv |                 |

| Győr Játékvezető: Czinder Imre |

| 2009. november 11. 15:00 |

| Hegyvidék SE        | 2–1               | Pécsi MFC |
| ------------------- | ----------------- | --------- |
| Papp 31' Halász 36' | (2–0) Jegyzőkönyv | Török 48' |

| Budapest Játékvezető: Orbán Pál |

| 2009. november 18. 13:00 |

| Pécsi MFC                | 3–1               | Hegyvidék SE |
| ------------------------ | ----------------- | ------------ |
| Hozmann 10' Nagy 63' 75' | (1–0) Jegyzőkönyv | Papp 60'     |

| Pécsi Várkői Stadion, Pécs Játékvezető: Joó Csaba |

| 2009. november 11. 18:00 |

| Kerepesi SBE | 1–11              | Ferencvárosi TC                                                     |
| ------------ | ----------------- | ------------------------------------------------------------------- |
| Karikás      | (0–8) Jegyzőkönyv | Horváth E. Krenács Szlovák Sipos Zágor Horváth K. Dörömbözi Solymos |

| Kerepes |

| 2009. november 18. 14:00 |

| Ferencvárosi TC | 18–1              | Kerepesi SBE |
| --- | ----------------- | ------------ |
| Dörömbözi 2' 7' 28' 36' 42' 50' 83' Stefán 4' 21' Sipos 31' 65' Horváth K. 35' Zágor 52' 80' Szlovák 61' 85' Fábián 66' Horváth E. 86' | (9–1) Jegyzőkönyv | Deák 30'     |

| Budapest Játékvezető: Patócs Gábor |

| 2010. február 21. 12:30 |

| Viktória FC | 0–1               | MTK Hungária FC |
| ----------- | ----------------- | --------------- |
|             | (0–0) Jegyzőkönyv | Vágó 59'        |

| Szombathely Játékvezető: Tóth Róbert |

| 2010. február 27. 13:00 |

| MTK Hungária FC         | 2–2               | Viktória FC          |
| ----------------------- | ----------------- | -------------------- |
| Demeter 76' Smuczer 84' | (0–0) Jegyzőkönyv | Rácz 53' Tóth G. 67' |

| Budapest Játékvezető: Selmeczi Krisztián |

## Elődöntők
| 2010. április 7. 12:30 |

| Pécsi MFC            | 2–4               | MTK Hungária FC                       |
| -------------------- | ----------------- | ------------------------------------- |
| Varga 19' Kaiser 50' | (1–4) Jegyzőkönyv | Godvár 13' Gál 23' Hegyi 30' Vágó 40' |

| Pécs Játékvezető: Molnár Máté |

| 2010. április 14. 12:00 |

| MTK Hungária FC | 3–0               | Pécsi MFC |
| --------------- | ----------------- | --------- |
|                 | (0–0) Jegyzőkönyv |           |

| Budapest |

| 2010. április 7. 15:00 |

| Győri Dózsa SE | 1–0               | Ferencvárosi TC |
| -------------- | ----------------- | --------------- |
| Tóközi 83'     | (0–0) Jegyzőkönyv |                 |

| Győr Játékvezető: Szeles Krisztina |

| 2010. április 14. 15:00 |

| Ferencvárosi TC | 1–0               | Győri Dózsa SE |
| --------------- | ----------------- | -------------- |
| Horváth E. 70'  | (1–0) Jegyzőkönyv |                |

| Albert Flórián Stadion, Budapest Játékvezető: Kömpf Gyula |

## Döntő
| 2010. április 28. 15:00 (UTC+2) |

| MTK Hungária FC | 2–0               | Ferencvárosi TC        |
| --------------- | ----------------- | ---------------------- |
| Vágó 34' 68'    | (1–0) Jegyzőkönyv | Ferencsik 37' Nagy 68' |

| Széktói Stadion, Kecskemét Nézőszám: 100 Játékvezető: Kulcsár Katalin |

| MTK Hungária FC: |    |                      |
|                  |    |                      |
| K                | 21 | Horváth Eszter       |
| HV               | 7  | Tóth Alexandra       |
| HV               | 16 | Vesszős Mercédesz    |
| HV               | 17 | Gál Tímea            |
| HV               | 8  | Pinczi Anita 87'     |
| KP               | 15 | Szabó Zsuzsanna      |
| KP               | 4  | Víg Viktória 78'     |
| KP               | 6  | Smuczer Angéla       |
| CS               | 10 | Vágó Fanny 34' 68'   |
| CS               | 11 | Tell Zsófia          |
| CS               | 14 | Méry Rita 64'        |
| Cserék:          |    |                      |
| K                | 1  | Rothmeisel Dóra      |
| HV               | 13 | Békefi Alexandra 78' |
| KP               | 5  | Schumi Mercédesz 64' |
| HV               | 9  | Demeter Réka 87'     |
| HV               | 18 | Tatai Krisztina      |
| Vezetőedző:      |    |                      |
| Turtóczki Sándor |    |                      |

| Ferencvárosi TC: |    |                       |
|                  |    |                       |
| K                | 1  | Németh Júlia          |
| HV               | 5  | Krenács Lilla         |
| HV               | 7  | Kucsera Lilla         |
| HV               | 15 | Horváth Evelin        |
| HV               | 9  | Stefán Anita          |
| KP               | 11 | Terdik Ivett          |
| KP               | 19 | Ferencsik Evelin 37'  |
| KP               | 6  | Csiszár Henrietta     |
| CS               | 18 | Szlovák Krisztina     |
| CS               | 17 | Sipos Lilla 81'       |
| CS               | 20 | Fábián Dóra 66'       |
| Cserék:          |    |                       |
| K                | 16 | Aschenbrenner Réka    |
| CS               | 10 | Nagy Viktória 66' 68' |
| CS               | 21 | Solymos Krisztina 81' |
| HV               | 4  | Gáspár Éva            |
| HV               | 3  | Hegedűs Nóra          |
| KP               | 14 | Tóth Barbara          |
| Vezetőedző:      |    |                       |
| Hevesi Tamás     |    |                       |

## Lásd még
- 2009–2010-es magyar női labdarúgó-bajnokság (első osztály)